# Ixodes lewisi
Ixodes lewisi är en fästingart som beskrevs av Joseph Charles Arthur 1965. Ixodes lewisi ingår i släktet Ixodes och familjen hårda fästingar. Inga underarter finns listade i Catalogue of Life.